# SC Braga
SC Braga este un club de fotbal din Braga, Portugalia, care evoluează în Primeira Liga.